# 劉奇洙
劉 奇洙（ユ・ギス、朝鮮語: 유기수、1908年2月23日 - 1989年2月19日）は、大韓民国の警察公務員、官僚、政治家。第4代韓国国会議員。本貫は江陵劉氏。

## 経歴
江原道旌善郡出身。京城善隣商業高等学校中退。寧越警察署長、原州警察署長、内務部治安局保安課勤務、江原道警察署通信課長・総務課長、逓信部管理課長・資材課長、ソウル保険管理局局長、東洋精版印刷株式会社取締役会長、大韓逓信事業協会専務理事、大韓逓信事業連合会事務局長、自由党中央委員・旌善郡党委員長・江原道党委員長を務めた。